# Pfarrkirche Schalchen

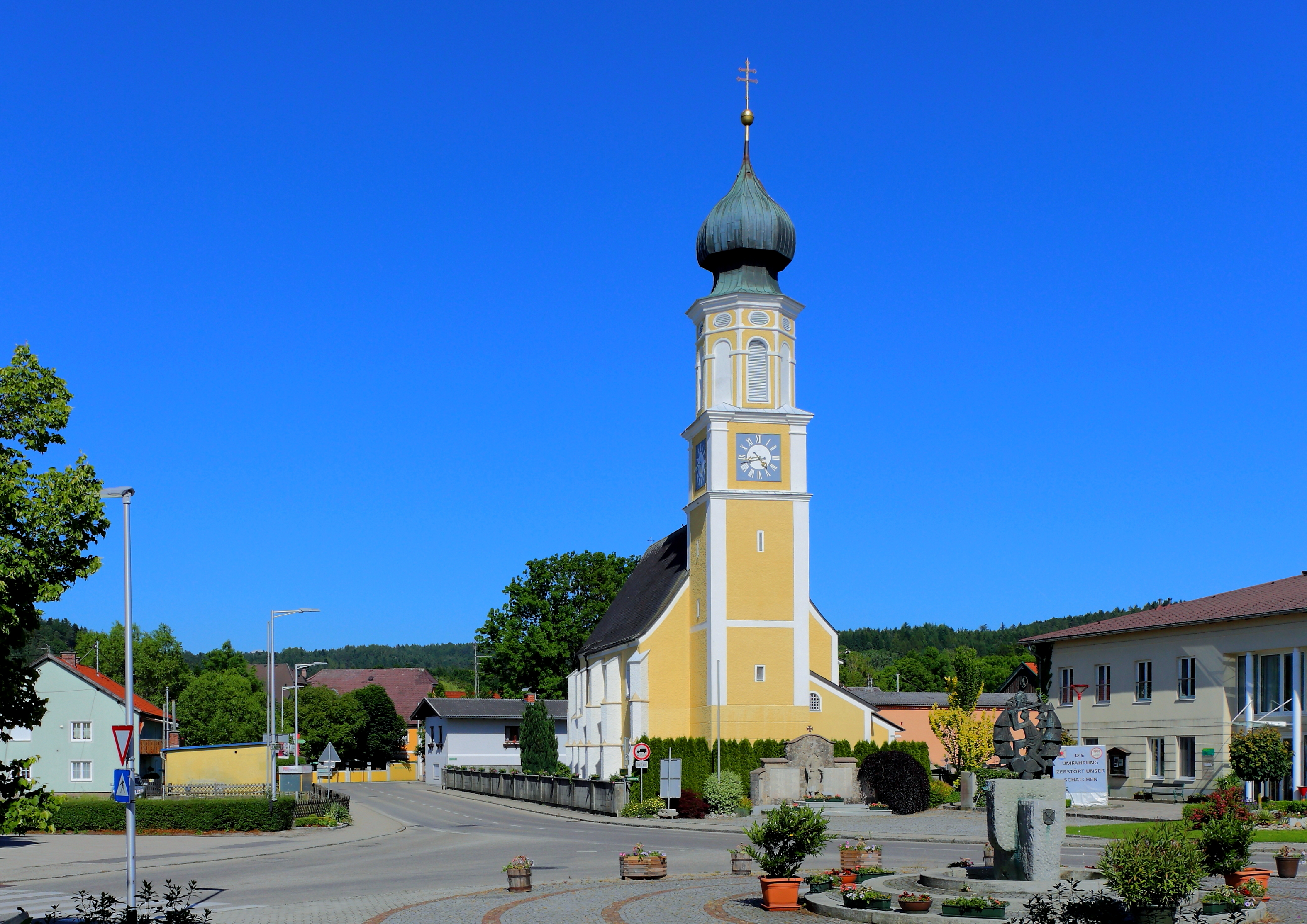
Kath. Pfarrkirche hl. Jakobus der Ältere in Schalchen in Oberösterreich

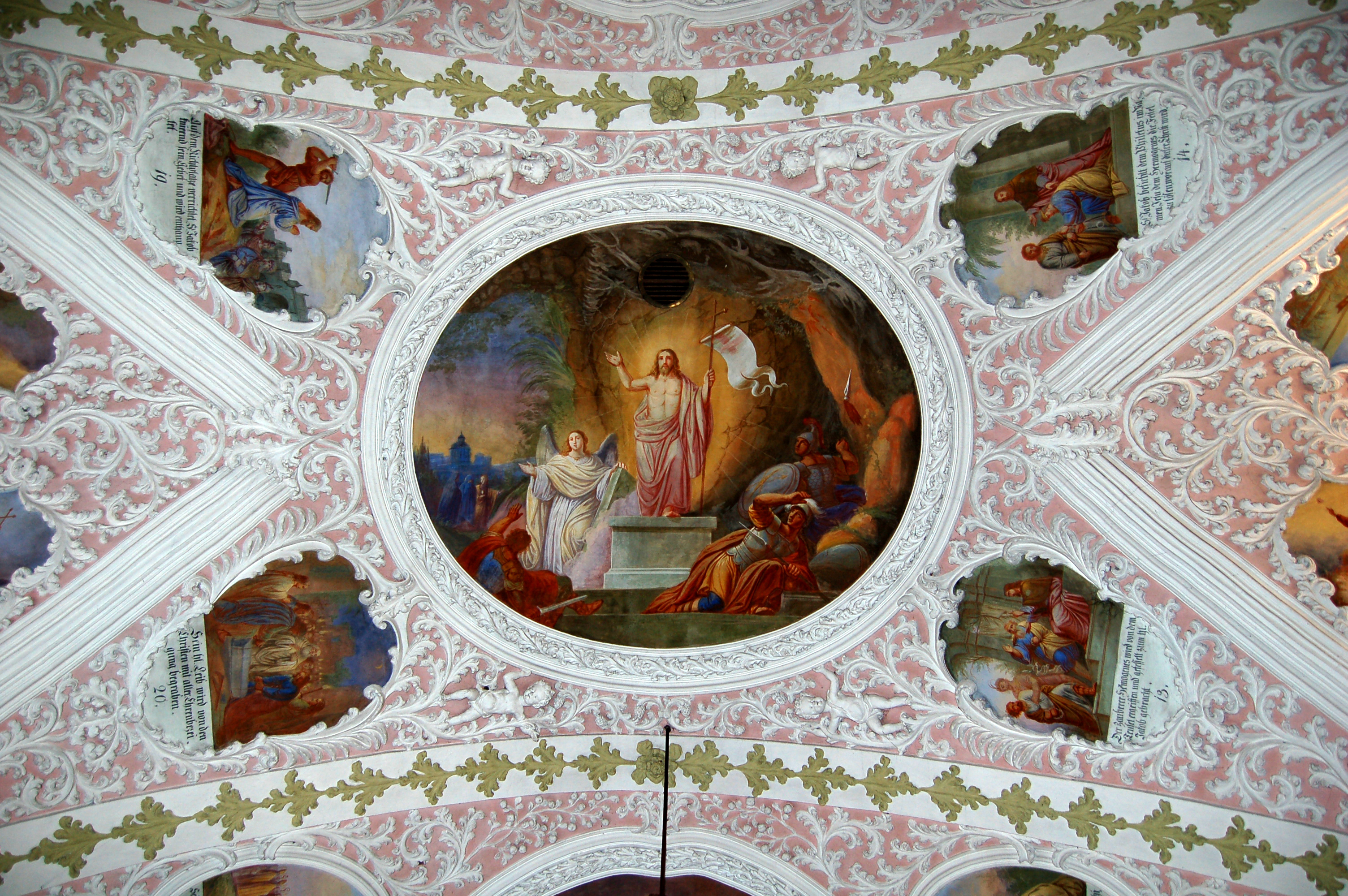
Barockes Gewölbe mit Stuck und Malerei

Die römisch-katholische Pfarrkirche Schalchen steht in der Gemeinde Schalchen im Bezirk Braunau am Inn in Oberösterreich. Die auf den heiligen Jakobus den Älteren geweihte Kirche gehört zum Dekanat Mattighofen in der Diözese Linz. Die Kirche und der Friedhof stehen unter Denkmalschutz.

## Geschichte
Eine Kirche wurde 1143 urkundlich genannt. Der gotische Kirchenbau wurde barockisiert.

## Architektur
An das einschiffige dreijochige Langhaus schließt ein leicht eingezogener einjochiger Chor mit einem Fünfachtelschluss an.

## Ausstattung
Der Hochaltar zeigt ein Altarbild des Malers Tobias Schinagl (1677) und trägt gute zeitgleiche Statuen.